# Język sindhi
Język sindhi – język z grupy indyjskiej języków indoeuropejskich, którym posługuje się około 30 mln ludzi, głównie w pakistańskiej prowincji Sindh.
W XIV–XVIII w. był rozwiniętym językiem literackim, stosowanym zwłaszcza w poezji sufickiej. Sindhi wykazuje wpływ substratu drawidyjskiego, jego cechą szczególną jest bogaty system fonologiczny (46 fonemów spółgłoskowych), obecność spółgłosek iniektywnych oraz 16 samogłosek. Zarówno w Pakistanie, jak i w Indiach ma status języka urzędowego na poziomie regionalnym.